# Covaresa
Covaresa es un barrio de la ciudad de Valladolid limitado al norte por las calles García Lorca y Anselmo Miguel Nieto, que lo separan respectivamente de Parque Alameda y de Paula López. El flanco este del barrio está limitado por el acceso ferroviario sur a la ciudad (LAV Madrid–Segovia–Valladolid y FFCC Madrid-Irún) y al oeste, por la Cañada Real, que lo separa del plan parcial El Peral. Tiene una población de 6.245 habitantes. Su nombre es acrónimo de Constructores Vallisoletanos Reunidos en Sociedad Anónima.

## Historia
El barrio nace tras la cesión por COVARESA al Ayuntamiento de Valladolid de parte de los terrenos de la finca y edificaciones del Colegio de La Asunción. Dichos terrenos actualmente acogen la sede de la Presidencia de la Junta de Castilla y León. 
La sociedad COVARESA se constituyó en 1976, el Plan Parcial se presentó en 1979 aunque hasta 1986 no se aprueba de forma definitava el proyecto urbanístico, mediante la figura de planeamiento Plan Parcial, prevista en la ley vigente. Inicialmente se pensaba en un barrio con una densidad mucho mayor que la actual, más cercana a la de barrios como Parquesol. A pesar de ello, se utilizaba publicitariamente el sobrenombre de "Ciudad Jardín". Covaresa pasó a estar en la mente de muchos vallisoletanos como lugar de segunda residencia más que para establecerse de forma definitiva, debido a que entonces estaba separado del núcleo urbano de la ciudad.
La propia rebaja en el proyecto de 1986 con respecto a las ideas de la década de los 70 y la crisis de principios de los 90, hace que se acabe edificando un barrio mucho menos denso, pero más cómodo para vivir. Pasó de las 12.444 viviendas previstas a 2.899 y de 50.000 potenciales habitantes a 10 000. Los bloques de pisos de bajo más tres alturas se combinan con las urbanizaciones de chalets pareados o adosados. En la década de los 90 fueron completándose la mayoría de parcelas y el barrio se fue llenando, algo que, sin embargo, no fue a la par que los equipamientos. La inmediata construcción de Parque Alameda conurbó de forma definitiva a Covaresa con el núcleo de Valladolid. La continuidad del paseo de Zorrilla por Parque Alameda es la vía de comunicación principal con el centro.

## Límites
Forma parte del distrito 11 de la ciudad junto con los barrios de Cuatro de Marzo, Paseo Zorrilla (Alto), Camino de la Esperanza, La Rubia, Arturo León, Las Villas, Cañada de Puente Duero, Parque Alameda y Paula López. 
Los límites, según el Ayuntamiento de Valladolid, los marcan el río Pisuerga (margen izquierdo), el paseo de Zorrilla, la Carretera de Rueda, la calle Olimpo (línea ferrocarril Madrid-Irún), la Ronda Exterior Sur, y el río Pisuerga (margen izquierdo).

## Transporte
Covaresa recibe dos de las líneas más utilizadas del transporte público de Valladolid: las dos líneas 1 y 2, que en la actualidad tal y como informa AUVASA la línea 1 a diario tiene una frecuencia de 9-11 minutos, sábados de 10-12 minutos y domingos de 12-15 minutos, misma frecuencia que tiene la línea 2. Sin embargo, no son un medio rápido, pues los tiempos Covaresa-Centro generalmente no bajan de los 30 minutos. En diversas contiendas electorales, así como de la boca de expertos urbanistas, se ha sugerido la implantación de un tranvía que bajaría los tiempos a 15 minutos, y aumentaría al máximo la regularidad de los mismos.
Por el barrio también pasan las líneas 18 y 19, que continúan hacia Pinar de Antequera-Puenteduero. La baja frecuencia de estas líneas las hace poco atractivas, pero son usadas como líneas exprés por los vecinos del barrio por el ahorro de tiempo respecto a las otras dos líneas.
Además también los viernes, sábados y vísperas de festivos hay un servicio nocturno denominado búho, la línea es el B1 y sigue un recorrido similar al que hace el 2. El horario de salidas desde San Pedro Regalado y Covaresa es las 23:30, 00:30, 1:30 y 2:30. Mientras que desde el centro de la ciudad son a las 00:00, 1:00, 2:00, 3:00.
La Ronda Exterior Sur de Valladolid (VA-30) tiene una de las salidas a la Carretera de Rueda, en la entrada sur al barrio, lo que facilita la salida por automóvil hacia los municipios del sur del alfoz, como Laguna de Duero o Arroyo de la Encomienda.

## Equipamientos
El barrio ha ido creciendo de forma vertiginosa en los últimos años. Un aumento que ha dejado pequeñas las instalaciones dotacionales incluso antes de acabar su construcción. Es el caso del centro de salud. Los responsables indican que a este ritmo de incremento de población será necesario la construcción de otro. En cuanto a la educación, en el propio barrio se encuentra el Colegio Ntra. Señora del Pilar (Marianistas) y cercano tanto el nuevo Colegio Público de El Peral así como el Colegio Ave María (Hermanas Carmelitas de la Caridad). La mayor reivindicación actual es la construcción de un Instituto de Educación Secundaria, que tiene asignado una parcela, pero no tiene ningún tipo de planificación aún. Los institutos públicos de referencia para el barrio son el Pinar de la Rubia, y en menor medida el Condesa Eylo o el Núñez de Arce.
En febrero de 2008 fue inaugurado el Centro de Deporte y Ocio Covaresa XXI, más conocido por sus siglas CDO, que constituye un complejo con piscinas, spa, gimnasio y una pista de hielo abierta nueve meses al año. Actualmente es utilizado por cerca de 20.000 socios.